# Serendipity
《Serendipity》是日本歌手倉木麻衣的數碼單曲，於2015年5月20日發行，而與樂隊Sensation合作的版本則於2016年1月6日發行。

## 概要
- 專輯《MAI KURAKI BEST 151A -LOVE & HOPE-》以來約半年的新作，2015年唯一發行的作品。
- 歌曲的名字有最美麗的英文字之稱，其涵義就劍橋字典的解釋為「意外發現有趣或有價值事物的幸運傾向」[2]。
- 歌曲為JR西日本「山陽新幹線全縣開業40週年紀念，關西品牌宣傳『明天意外偶遇』」的電視廣告曲[2]。
- 原版發行約半年後，與樂隊Sensation合作的新版本則於2016年1月6日在RecoChoku上獨家發行，並於發行首日登上日間冠軍位置[1]。
- 歌曲的音樂錄像帶於新幹線車廂內進行拍攝[3]，並邀請了舞蹈藝人黃帝心仙人（日语：黄帝心仙人）客串演出[3]。音樂錄像帶其後於2016年1月6日於Youtube公開[1]。

## 歌曲列表
| 曲序 | 曲目        | 时长 |
| ---- | ----------- | ---- |
| 1.   | Serendipity | 4:16 |

| 曲序 | 曲目                          | 时长 |
| ---- | ----------------------------- | ---- |
| 1.   | Serendipity (feat. Sensation) | 4:23 |

## 資料來源
1. 1 2 3  . popscene. 2016-01-07  [2017-05-14]. （原始内容存档于2016-04-27） （日语）.
2. 1 2  . KKBOX.   [2017-05-14].
3. 1 2  . barks. 2016-01-07  [2017-05-14]. （原始内容存档于2017-12-08） （日语）.

## 外部連結
- 倉木麻衣 Official Website（页面存档备份，存于）